# Чибі
Чибі (кит. спр. 赤壁市, піньїнь: Chìbì Shì) — місто-повіт в центральнокитайській провінції Хубей, складова міста Сяньнін.

## Географія
Чибі лежить на річці Янцзи навпроти міста Хунху.

### Клімат
Місто знаходиться у зоні, котра характеризується вологим субтропічним кліматом. Найтепліший місяць — липень із середньою температурою 29.2 °C (84.6 °F). Найхолодніший місяць — січень, із середньою температурою 4.7 °С (40.5 °F).
| Клімат Чибі             | Клімат Чибі | Клімат Чибі | Клімат Чибі | Клімат Чибі | Клімат Чибі | Клімат Чибі | Клімат Чибі | Клімат Чибі | Клімат Чибі | Клімат Чибі | Клімат Чибі | Клімат Чибі | Клімат Чибі |
| Показник                | Січ.        | Лют.        | Бер.        | Квіт.       | Трав.       | Черв.       | Лип.        | Серп.       | Вер.        | Жовт.       | Лист.       | Груд.       | Рік         |
| Середня температура, °C | 4,7         | 6,2         | 10,8        | 17          | 22,1        | 25,8        | 29,2        | 28,9        | 24,1        | 18,5        | 12,5        | 6,8         | 17,2        |
| Норма опадів, мм        | 45.9        | 70.9        | 120.3       | 169.6       | 190.8       | 233.8       | 135.1       | 118         | 79.2        | 83          | 63.8        | 38          | 1348.4      |
| Днів з опадами          | 12          | 12,7        | 16,1        | 16,8        | 15,4        | 13,1        | 10          | 9,4         | 9,8         | 11,9        | 11,9        | 10,8        | 149,9       |
| Вологість повітря, %    | 76.7        | 78.4        | 80.4        | 80.9        | 79.5        | 80.2        | 77.9        | 77.5        | 78.4        | 78.6        | 77.5        | 75          | 78.4        |
| ----------------------- | ----------- | ----------- | ----------- | ----------- | ----------- | ----------- | ----------- | ----------- | ----------- | ----------- | ----------- | ----------- | ----------- |
| Джерело: Weatherbase    |             |             |             |             |             |             |             |             |             |             |             |             |             |